# Atanus albidus
Atanus albidus är en insektsart som beskrevs av Delong och Hershberger 1947. Atanus albidus ingår i släktet Atanus och familjen dvärgstritar. Inga underarter finns listade i Catalogue of Life.